# Gianca
Gianca è stata una azienda produttrice di scooter italiana, con sede a Monza, il cui periodo di attività è stato relativamente breve.
Il primo ed unico prodotto è conosciuto col nome di Nibbio 100, il primo scooter costruito in Lombardia nel 1947.

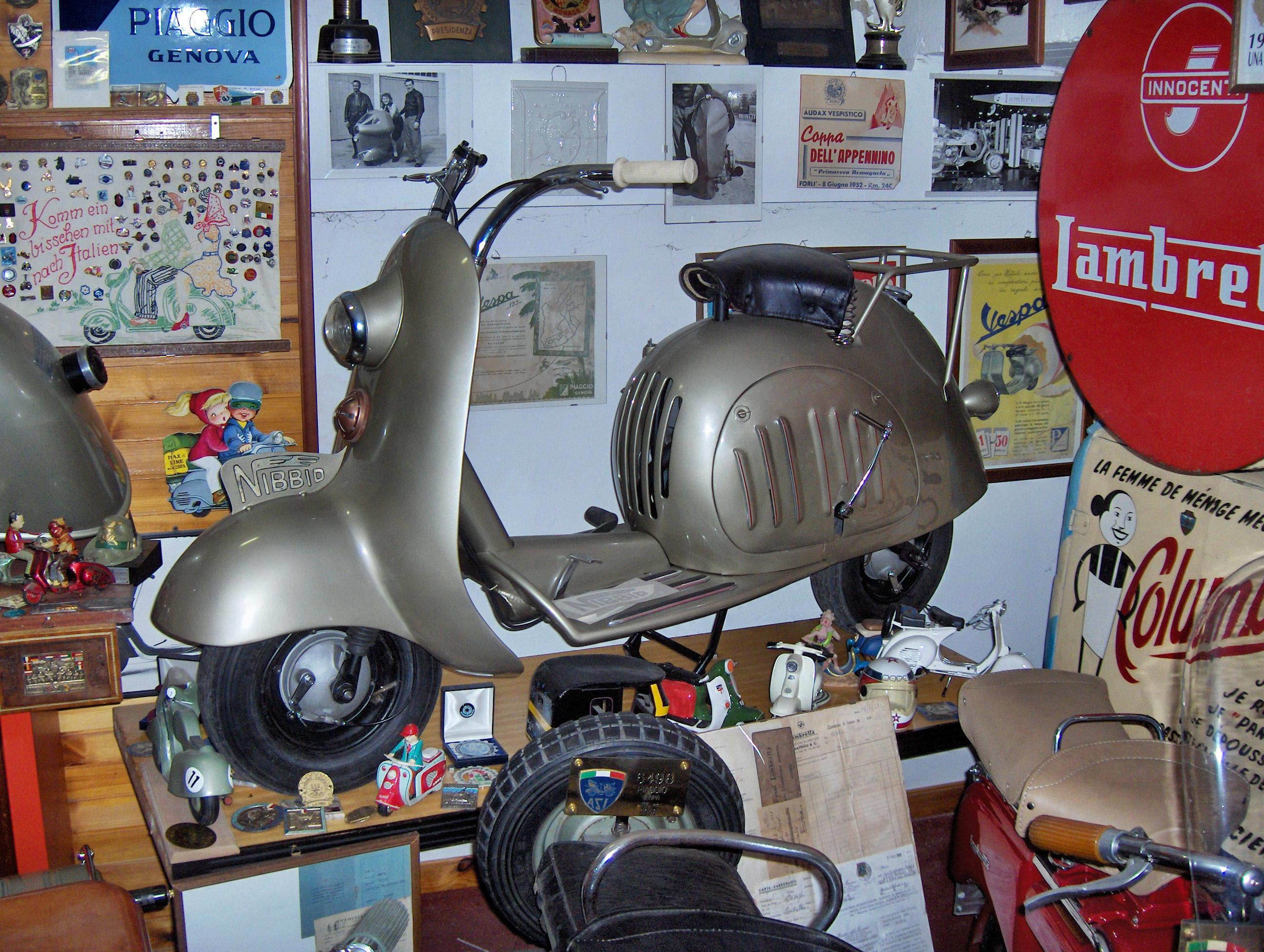
Il Gianca Nibbio 100 del 1948

Il progetto è dell'ingegner Scarpa, nelle prime versioni era dotato di motore da 98 cm³ a due tempi, montato su un telaio tubolare, simile a quello che utilizzerà successivamente la Innocenti per la Lambretta. Era chiaro che con questo progetto i costruttori Gianca miravano ad un prodotto che immesso sul mercato avrebbe potuto contrastare la Piaggio, con la sua Vespa, inoltre successivamente il Nibbio dovette confrontarsi anche con altre Case motociclistiche italiane, tra cui la Innocenti, la Isothermos e le Officine Giesse.
Nel 1949, nonostante la grande propaganda pubblicitaria fatta soprattutto di manifesti, il Nibbio non riuscì ad incontrare il favore del mercato, questo quindi portò da una parte l'azienda a chiudere l'attività e vendere il progetto alla S. Cristoforo di Milano. La S. Cristoforo dopo aver acquistato i diritti su tale progetto ne modificò alcune sue parti, intervenendo sia sul propulsore che diventò di 125 cm³ con valvole a disco, ma anche sulla scocca. Nonostante i miglioramenti delle prestazioni il nuovo progetto, così come il precedente fu ancora una volta  fallimentare. Nel 1952 il nome venne modificato in 'Simonetta'.
Del "Nibbio", sia quello prodotto dalla Gianca che quello dalla S. Cristoforo, restano pochissimi esemplari, alcuni conservati nel Museo Scooter & Lambretta di Rodano.